# Peperomia brouetiana
Peperomia brouetiana är en pepparväxtart som beskrevs av William Trelease. Peperomia brouetiana ingår i släktet peperomior, och familjen pepparväxter. Inga underarter finns listade i Catalogue of Life.